# Roman Klimeš
Roman Klimeš (* 8. srpna 1972) je bývalý český fotbalista, obránce.

## Fotbalová kariéra
V československé a české lize hrál za FC Baník Ostrava a FC Slovan Liberec. Nastoupil v 60 utkáních a dal 1 gól. Dále hrál za Fotbal Třinec a FC Vítkovice. V současné době hraje na Hodonínsku Okresní přebor za Moravany, s nimiž vyhrál v sezoně 2014/2015 Okresní pohár.

## Ligová bilance
| Ročník                          | Zápasy | Góly | Klub              |
| ------------------------------- | ------ | ---- | ----------------- |
| 1. česká fotbalová liga 1993/94 | 9      | 0    | FC Baník Ostrava  |
| 1. česká fotbalová liga 1994/95 | 17     | 0    | FC Slovan Liberec |
| 1. česká fotbalová liga 1995/96 | 18     | 0    | FC Baník Ostrava  |
| CELKEM                          | 44     | 0    |                   |